# Павлов, Георгий Павлович (архитектор)
Георгий Па́влович Павлов (30 марта 1915, Одесса — 6 марта 1976, Москва) — советский архитектор и градостроитель. Один из разработчиков типовых серий жилых домов, которые на протяжении длительного времени использовались при застройке жилых районов в Москве и других городах Советского Союза.

## Биография
Родился 30 марта 1915 года в Одессе в семье рабочего. В 1937 году окончил архитектурный факультет Одесского инженерно-строительного института. После получения образования два года работал в одесской проектной организации, реализовал ряд самостоятельных проектов. В 1939 году поступил в аспирантуру Московского архитектурного института, где занимался изучением истории архитектуры, работал над диссертацией, посвящённой полихромности русской архитектуры XVII века. Окончил аспирантуру в июне 1941 года, был призван в армию. Участвовал в Великой Отечественной войне.
После демобилизации работал в Управлении по делам архитектуры при Совете министров РСФСР, затем перешёл в мастерскую архитектора З. М. Розенфельда. В 1950 году, работая в мастерской Розенфельда по проектированию Песчаных улиц в Москве, разработал градостроительную комплексную серию многоэтажных жилых домов, в основу которой была положена четырёхквартирная широтная секция Ф-3. Предложенная Павловым планировочная схема секции в течение 20-ти лет применялась в Москве и других городах Советского Союза. В 1952—1953 годах Павлов принял участие в разработке комплексной серии секций кирпичных домов высотой в десять и более этажей с внутренним железобетонным каркасом.
В 1950-х годах Г. П. Павлов возглавил Специальное архитектурно-конструкторской бюро (САКБ), которое разработало серию проектов восьмиэтажных жилых домов с внутренним железобетонным каркасом. В 1956—1958 годах Павлов стал одним из основных авторов комплекса планировки квартала № 9 в Новых Черёмушках (между проспектом 60-летия Октября и улицей Дмитрия Ульянова). На смотре лучших жилых комплексов квартал № 9 получил первую премию Госстроя СССР. В 1961—1963 годах Г. П. Павлов стал главным архитектором проекта застройки квартала № 10 в Новых Черёмушках. В 1964 году был назначен руководителем мастерской № 1 МИНИИТЭПа.
По проектам Г. П. Павлова построены многоэтажные каркасно-панельные, крупнопанельные, крупноблочные дома в Кузьминках, Тёплом Стане, Измайлове, Орехово-Борисове, Бибиреве и других районах Москвы. В частности, в Новых Черёмушках по его проектам были построены экспериментальные 5-, 9-, 12-, 14-, 17-этажные экспериментальные дома. Запустил в производство дом серии II-49 «П». 12-этажный жилой дом на Большой Якиманке, 32, построенный Г. П. Павловым совместно с А. Е. Аркиным, был отмечен дипломом Моссовета. По его проектам строились жилые дома в Тушине на берегу Химкинского водохранилища, широтные дома серии 1-515, а также панельно-блочный дом со ступенчатым фасадом в Царицыне
Активно участвовал в конкурсах, лауреат премий. Член КПСС с 1943 года. Член Союза архитекторов СССР с 1937 года. Член правления Московского отделения Союза архитекторов.
Погиб 6 марта 1976 года. Похоронен на Новодевичьем кладбище.

## Память
В 1978 году в Центральном доме архитектора состоялась выставка работ Г. П. Павлова.

## Награды
- Орден «Знак Почёта»[6]
- Медаль «За оборону Москвы»[9]
- Медаль «За победу над Германией в Великой Отечественной войне 1941—1945 гг.»[9]
- Медаль «В ознаменование 100-летия со дня рождения Владимира Ильича Ленина»[9]
- Золотая медаль ВДНХ[6]

## Семья
- Жена — Генриетта Ароновна Заденварк — архитектор[10][8]